# Amir Banoo Karimi
Amir-Banoo Karimi (Amiri Firouzkuhi/ Mosaffa; em persa: امیربانو کریمی  ;   Teerã, 31 de dezembro de 1931 — Sari, 31 de dezembro de 2023) foi uma acadêmica iraniana, especializada em literatura persa clássica e na obra de Saib Tabrizi. 
Em 2004, Karimi foi introduzida no Hall da Fama da Ciência e Cultura Iraniana por suas contribuições ao longo da vida aos estudos, língua e literatura persas.

## Morte
Amir faleceu em 31 de dezembro de 2023, no dia do 92° aniversário, vítima de uma doença pulmonar.